# Lesley McKenzie
Lesley Clare McKenzie (Fort Nelson, 23 dicembre 1980) è un'allenatrice ed ex giocatrice canadese di rugby a 15, 25 volte internazionale per il suo Paese, che ha rappresentato in due edizioni della Coppa del Mondo.
Dal 2019 è l'allenatrice della nazionale femminile del Giappone.

## Biografia
Studentessa all'Università della Columbia Britannica, iniziò a giocare rugby di club nella squadra dell'ateneo.
Debuttò per il Canada nel corso della Churchill Cup 2004 a Calgary contro l'Inghilterra e due anni più tardi fu tra le convocate alla Coppa del Mondo 2006 che le canadesi disputarono tra le mura amiche.
Nel 2008 divenne allenatrice della squadra femminile dell'UBC Thunderbirds.
Nel 2010 spese un periodo di tempo nell'interstagione in Nuova Zelanda in preparazione della Coppa del Mondo 2010 in Inghilterra, e successivamente disputò la rassegna mondiale, che fu il suo ultimo atto internazionale.
Dopo il ritiro da giocatrice le fu affidata la conduzione del Canada al campionato universitario mondiale di rugby a 7 femminile.
Trasferitasi in Nuova Zelanda al termine del suo impegno da allenatrice con le Thunderbirds, assunse l'incarico di assistente responsabile per lo sviluppo del rugby femminile nella federazione provinciale di Wellington, che mantenne per tre anni per poi passare a Wanganui dove fu uno dei due coordinatori incaricati per lo sviluppo della disciplina insieme a Justin Lock.
Dopo cinque anni in Nuova Zelanda si trasferì in Giappone per assumere il ruolo di assistente allenatrice della selezione nipponica femminile a sette; a inizio 2019 sostituì il C.T. uscente Goshi Arimizu alla guida della nazionale femminile a XV.